# Edubuntu
Edubuntu är en variant av linuxdistributionen Ubuntu (som i sin tur bygger på Debian). Edubuntu är byggt ovanpå Ubuntu och inkorporerar Linux Terminal Server Project:s arkitektur för tunna klienter och ett stort antal förinstallerade utbildningsorienterade program och spel riktade till barn och ungdomar mellan 6 och 18 års ålder (låg- mellan- högstadium samt gymnasium). Edubuntu har utvecklats i samarbete med lärare från flera länder.
Edubuntu började som en tilläggs-CD till Ubuntu med program för skolor år 2005. När Edubuntu 8.04 släpptes var den istället en full installations-CD kallad "Ubuntu Education Edition" med Live-funktion.
Från version 9.10 har Edubuntu blivit en DVD.
Sedan 2013 har teamet bakom Edubuntu valt att bara släppa versioner baserade på Ubuntu med förlängd support, s.k. LTS versioner (Long Term Support). Dessa stödjs av utvecklarna i fem år från datumet de släpps, i kontrast till de vanliga utgåvorna som bara stödjs i nio månader. Nuvarande version är baserad på Ubuntu 14.04 LTS (Trusty Thar), i sin tur baserad på Debian 8 (Jessie). Den sista standardutgåvan av Edubuntu var 13.10.
Den senaste uppdaterings-utgåvan (eng: "point-release") som innefattar alla fram till det datumet släppta uppdateringar fanns tillgänglig för nedladdning den 18 februari 2016 och har versionsnummer 14.04.4. Senaste officiella pressreleasen från edubuntu är dock till 14.04.2. Man kan också installera Edubuntu fullt ut genom att välja edubuntu-paket i alla distributioner som använder officiella Ubuntu mjukvaruförråd (eng "repositories"), främst Ubuntu, Kubuntu och Xubuntu.
Den 21 mars meddelade två av utvecklarna för Edubuntu, Jonathan Carter och Stéphane Graber att man inte kommer att släppa Edubuntu i version 16.04 på grund av tidsbrist och för få utvecklare, och att man kommer att koncentrera sig på underhåll av den nuvarande versionen.
Den pågående distributionen 14.04 LTS kommer fortsatt att stödjas fram till support för versionen upphör i april 2019.

## Skärmdumpar

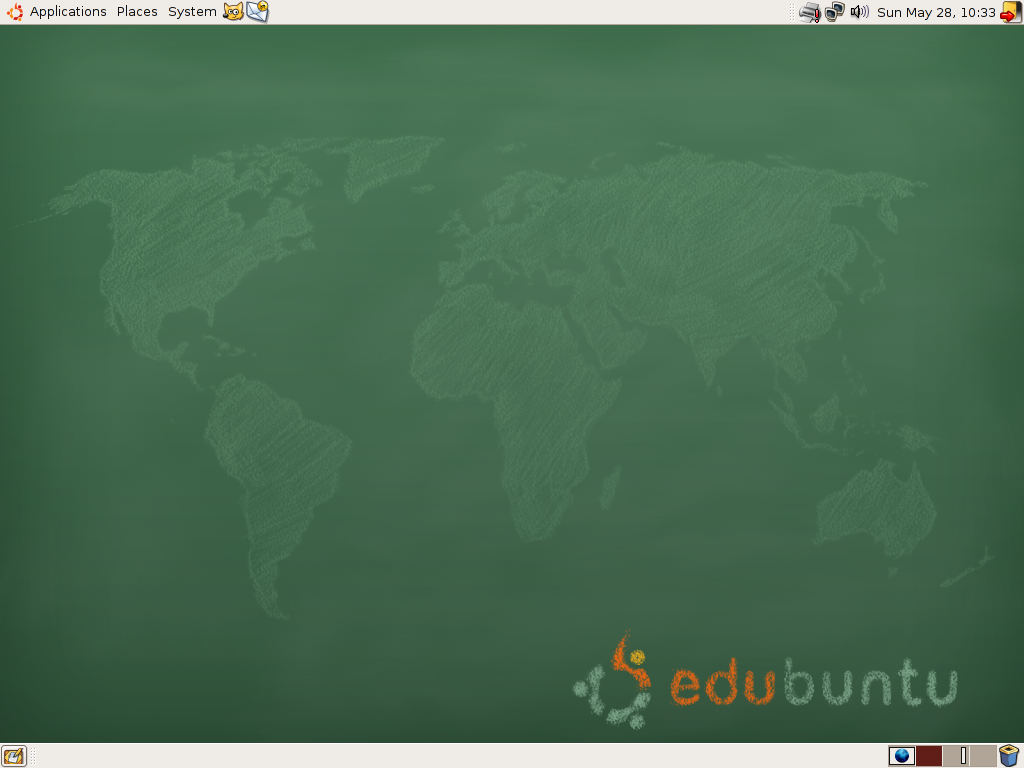
Edubuntu version 6.06.